# Astroblepus trifasciatus
Astroblepus trifasciatus är en fiskart som först beskrevs av Eigenmann 1912.  Astroblepus trifasciatus ingår i släktet Astroblepus och familjen Astroblepidae. Inga underarter finns listade.